# Chalan Pago-Ordot
Chalan Pago-Ordot (czamorro: Chålan Pågu-Ordot) – okręg administracyjny Guamu, w którego skład wchodzą dwie miejscowości: Chalan Pago oraz Ordot. Okręg ma powierzchnię 16 km², a zamieszkany jest przez 6822 osób (dane spisowe z 2010).